# USS Hornet (CV-12)
Pour les autres navires du même nom, voir USS Hornet et USS Kearsarge.
L’USS Hornet (CV-12/CVA-12/CVS-12) est un porte-avions de la classe Essex de la marine des États-Unis. Huitième navire américain à porter ce nom, il a été mis à l'eau en 1943 après une construction éclair (16 mois entre la pose de la quille et sa prise d'armement, ou commissionnement).
Il aurait dû s'appeler USS Kearsage, mais après la perte du CV-8 en octobre 1942, il fut rebaptisé Hornet.

## Déploiements

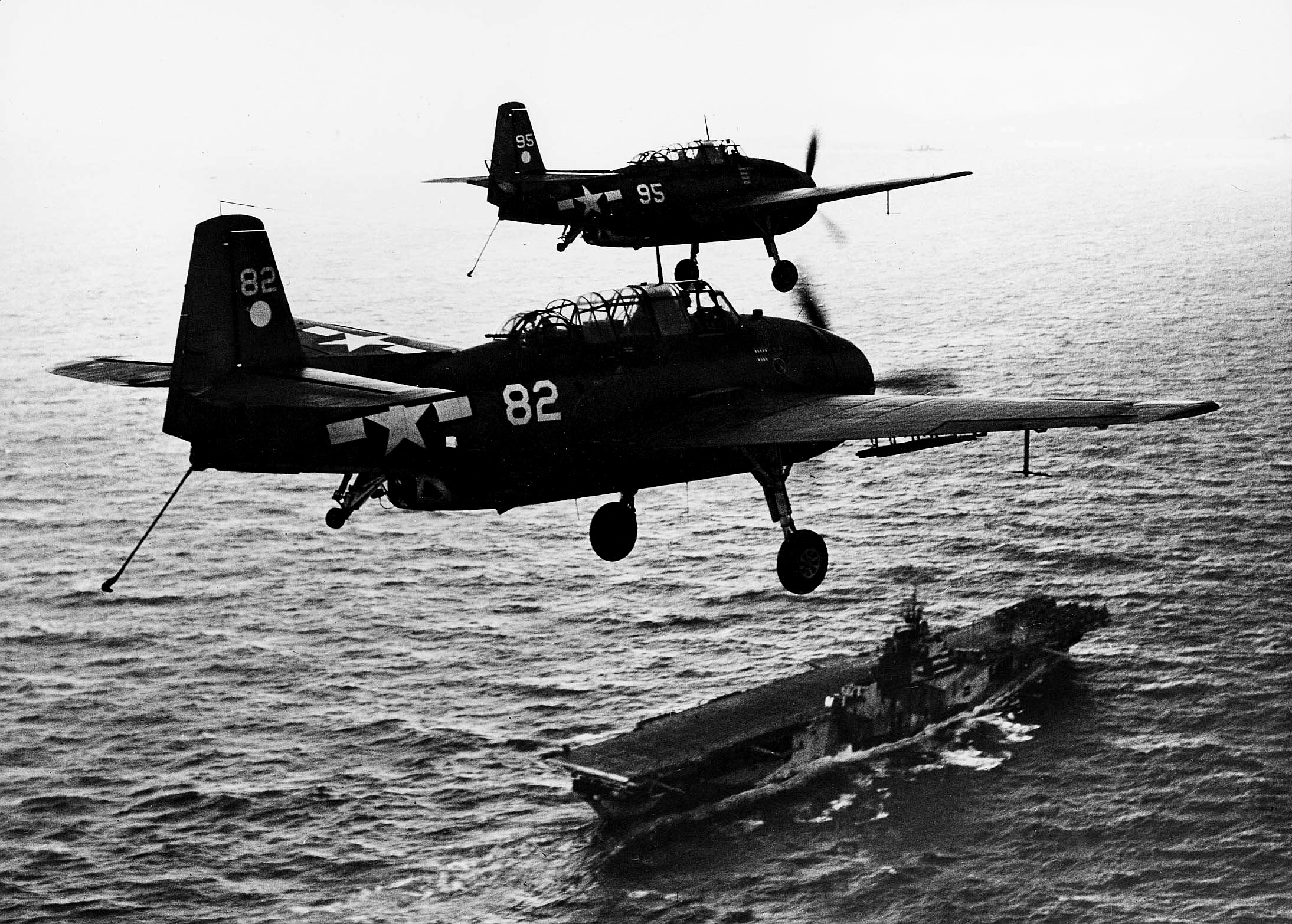
TBF-1 Avengers du VT-2 au-dessus du USS Hornet en 1944.

Le CV-12 Hornet a eu la période d’essai la plus courte de tous les porte-avions de l’US Navy (15 jours). Pendant plus de 18 mois, il ne touche jamais terre, constamment déployé en première ligne.
Le porte-avions essuie 59 attaques aériennes sans dommages, tandis que ses avions détruisent ou endommagent 1 269 710 tonnes de navires ennemis (dont le super cuirassé Yamato, une victoire décisive) ainsi que 1 410 avions japonais (un record seulement dépassé par l’USS Essex)
Il effectue des opérations au sein de la Task Force 58 (sous la direction du vice-amiral M.A. Mitscher, USN) du 13 avril 1944 au 4 mai 1944 afin d'assurer une couverture (aérienne) pour les Opérations Reckless et Persecution, les débarquements à Hollandia et Aitape, également des attaques contre Truk, Satawan et Ponape par la suite.
Il prend part à la Campagne des îles Mariannes et Palaos en juin 1944. Puis à la Bataille de la mer des Philippines du 19 au 20 juin, en compagnie de six autres porte-avions où la navy américaine détruit trois porte-avions japonais.
Lors de la Campagne des Philippines, il participe à la Bataille du golfe de Leyte dans la Task Group 38.1 du vice-amiral McCain où ses bombardiers attaquent le 26 octobre 1944 les cuirassés Yamato et Nagato, et le croiseur Kongō.
Présent dans tous les débarquements américains dans le Pacifique après mars 1944, il lance la première attaque sur Tokyo le 16 janvier 1945, trois ans après le raid de Doolittle de 1942.
Le 6 avril à 16 heures, le Yamato, navire-amiral, le croiseur léger Yahagi, et huit destroyers — Fuyutsuki, Suzutsuki, Hamakaze, Asashimo, Kasumi, Hatsushimo, Isokaze et Yukikaze — prennent la mer pour accomplir l'Opération Ten-Gō la dernière grande opération navale japonaise durant la guerre du Pacifique. Une flotte de 11 porte-avions et 386 avions lui est opposée par l'US Navy. Le Yamato, le croiseur Yahagi, et les destroyers Asashimo, Kasumi, Isokaze, Hamakaze seront coulés par l'aviation américaine durant la bataille. Les pertes humaines sont lourdes pour les Japonais : 3 700 marins japonais trouvent la mort au cours de la bataille. A l'issue le Hornet subit un typhon qui lui tord le pont d'envol sur sa proue.

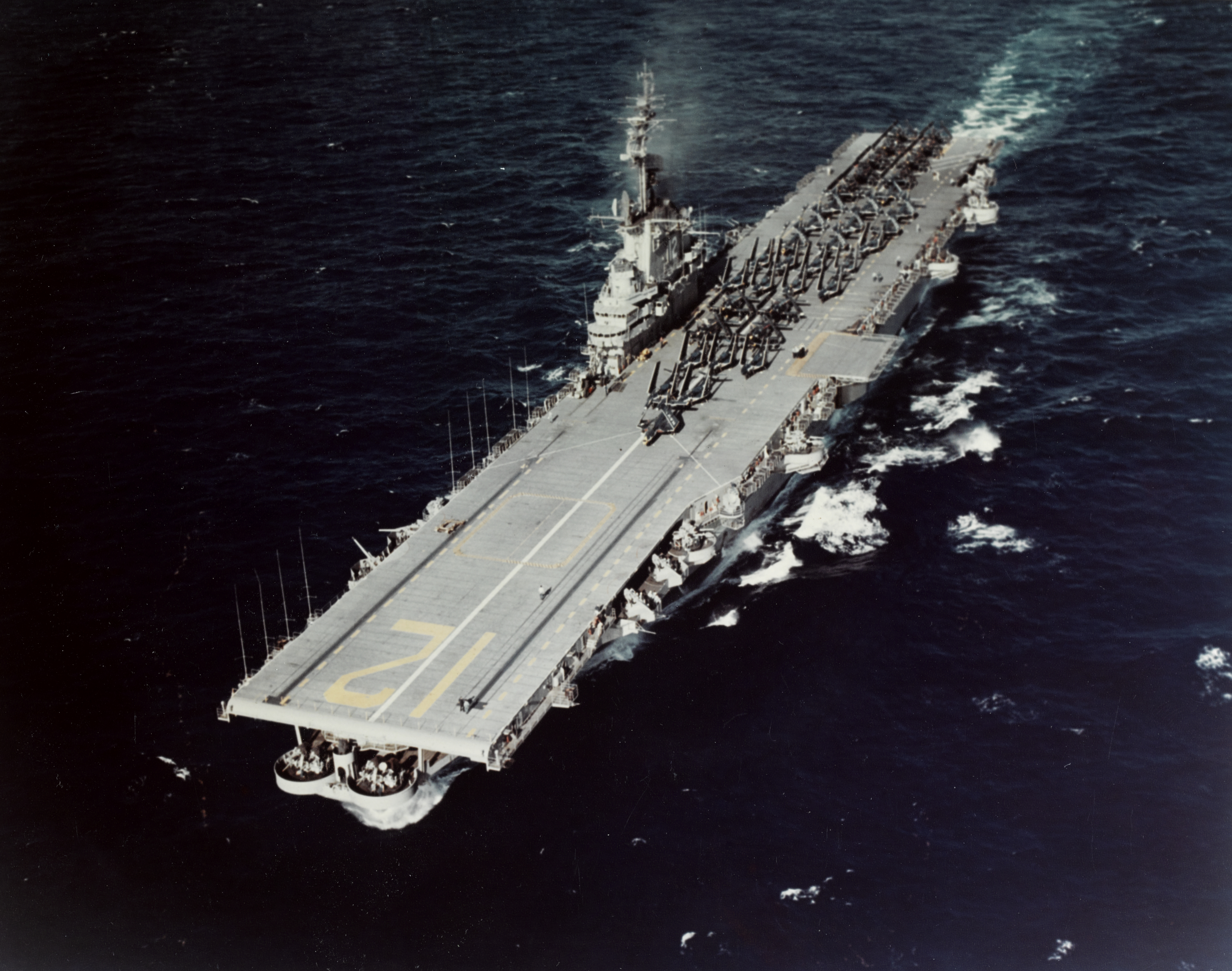
USS Hornet en route vers Guantanamo Bay le 10 Janvier 1954.

Arrivé à San Francisco le 7 juillet pour réparation, le Hornet a obtenu sept étoiles de bataille et la Presidential Unit Citation pour son service pendant la guerre.
Ses réparations et son carénage furent terminés le 13 septembre, après quoi il fut affecté à l'opération Magic Carpet qui ramena les troupes des îles Mariannes et Hawaï, retournant à San Francisco le 9 février 1946. Le Hornet fut mis hors service le 15 janvier 1947 et affecté à la flotte de réserve du Pacifique.

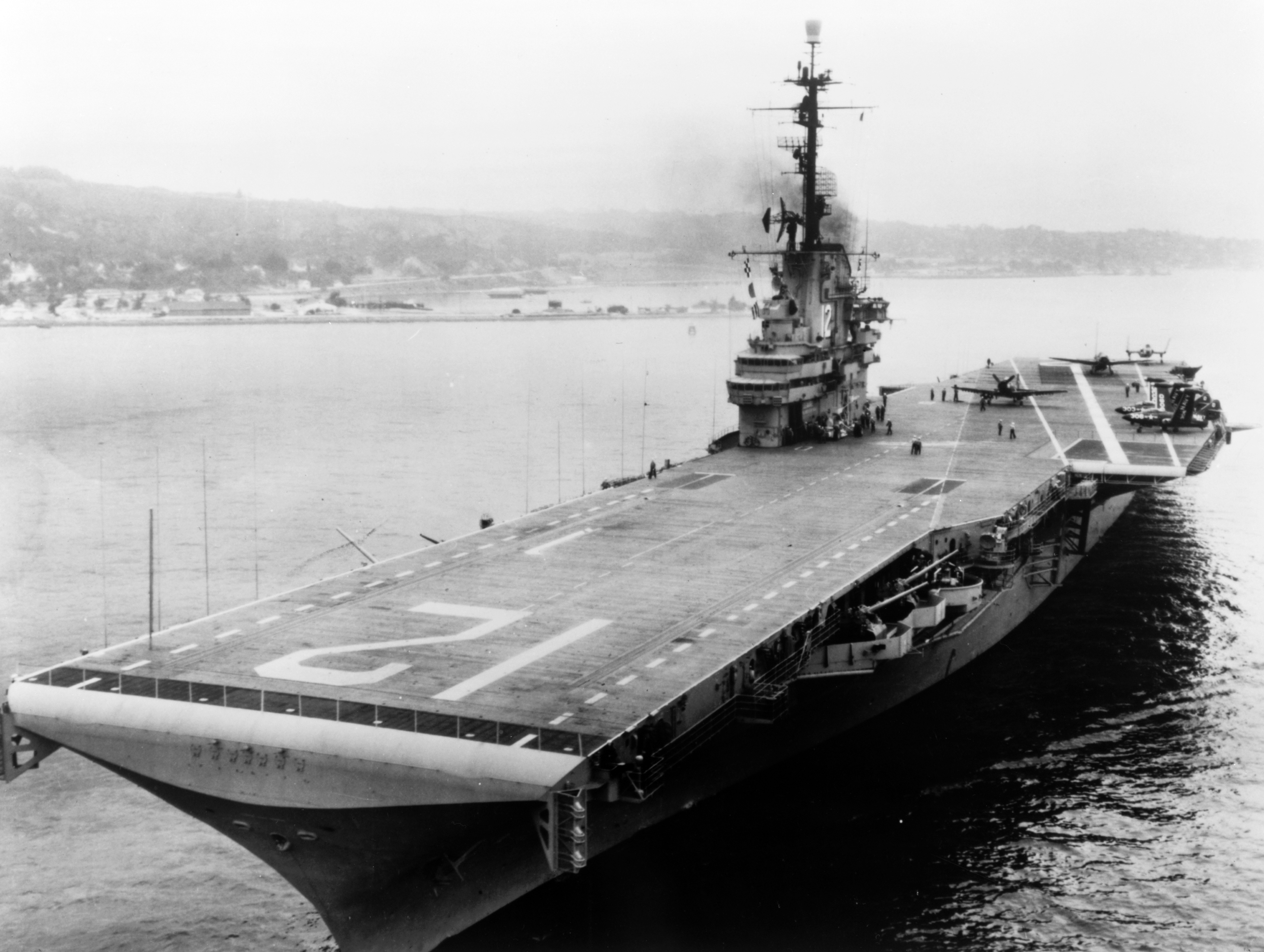
USS Hornet après sa modernisation en décembre 1956.

Le Hornet a été remis en service le 20 mars 1951 pour être converti en porte-avions d'attaque CVA-12, dans le cadre du programme de mise à niveau SCB-27A. Le 11 septembre 1953, il a été remis en service comme porte-avions d'attaque. 
En 1955, il subit plusieurs modifications, dont la pose d'un pont oblique dans le cadre du programme de mise à niveau SCB-125 de la Fleet Rehabilitation and Modernization.

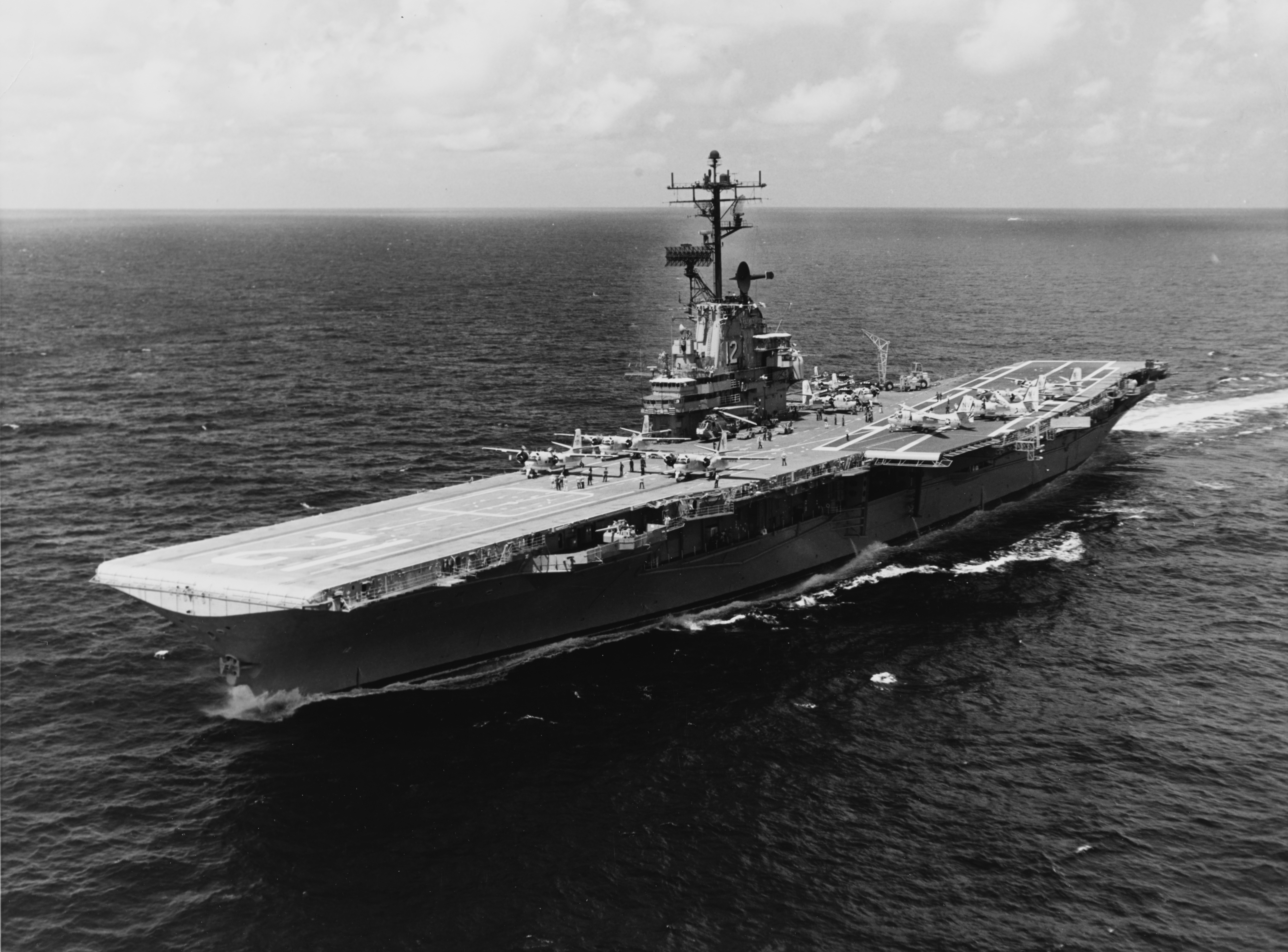
L'USS Hornet au large du Vietnam en 1967.

Dans les années 1960, il est mobilisé dans la guerre du Viêt Nam.

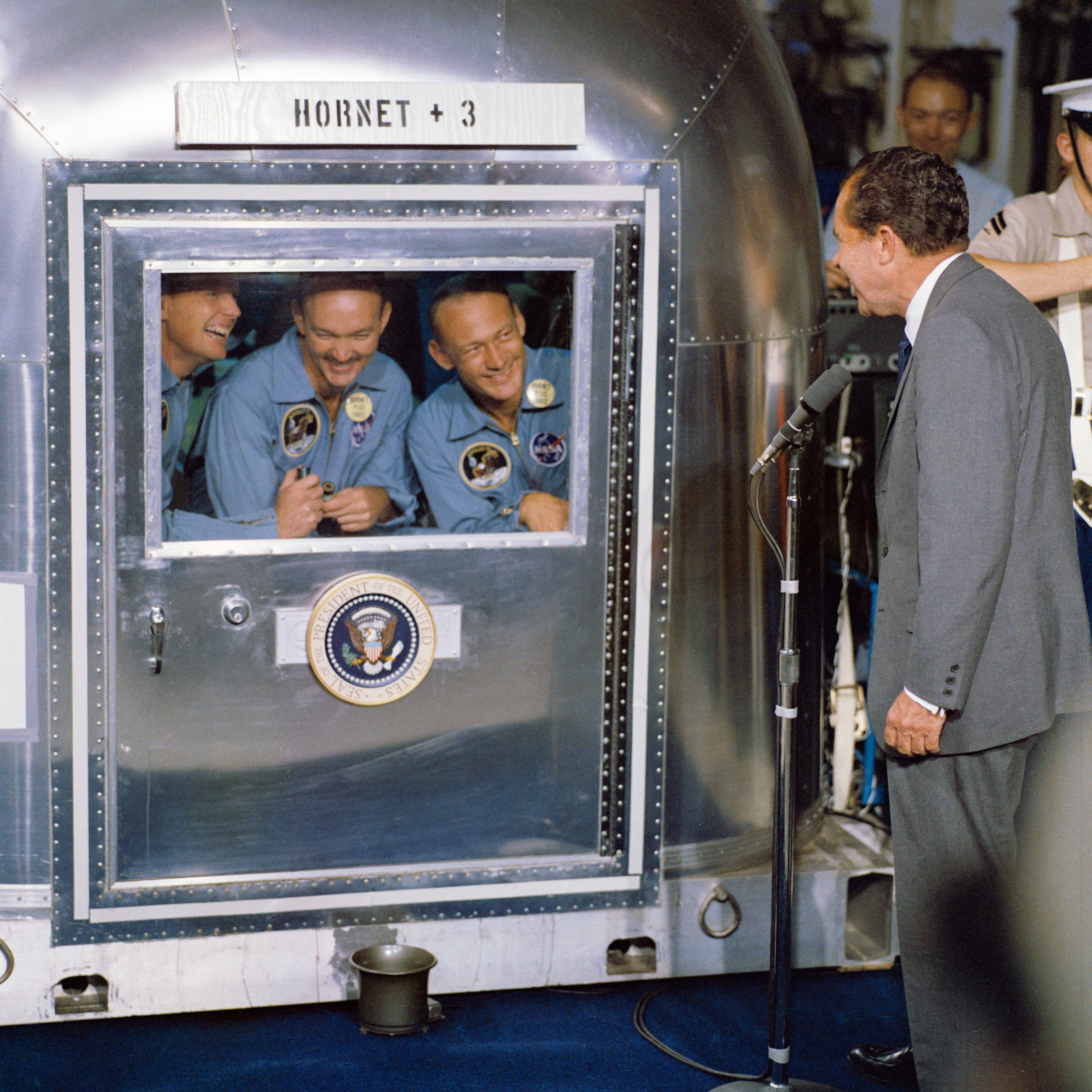
Le 24 juillet 1969, sur le pont du Hornet, le président Richard Nixon félicite l'équipage d'Apollo 11 (de gauche à droite : Neil Armstrong, Michael Collins et Buzz Aldrin).

Les 24 juillet et 24 novembre 1969, dans le Pacifique, il sert à récupérer les capsules spatiales Apollo 11 et Apollo 12 et leurs équipages, qui viennent d'effectuer les tout premiers débarquements de l'Homme sur la Lune.

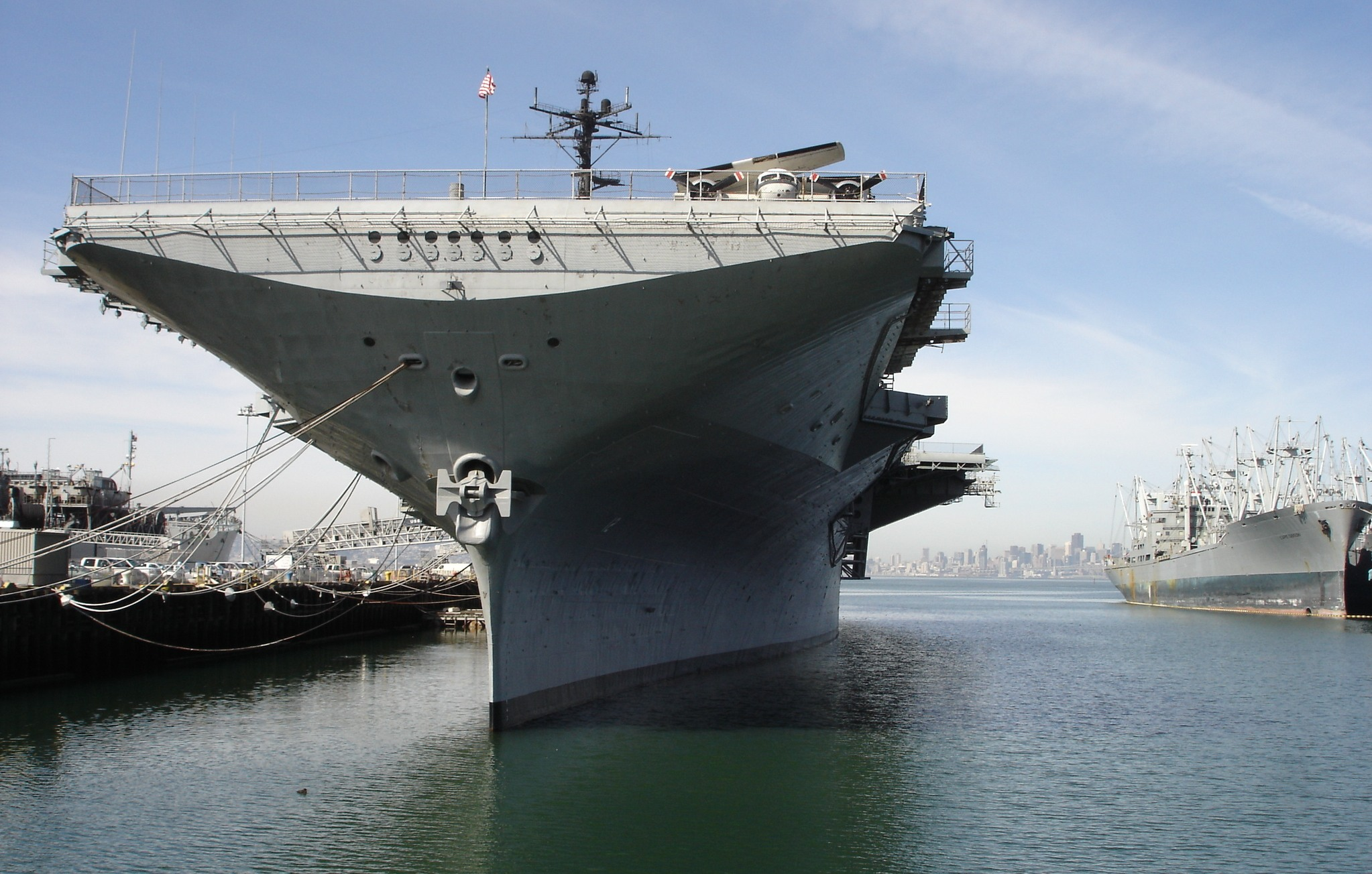
L'USS Hornet à Alameda en 2007.

Le 26 juin 1970, il est retiré du service.
En 1991, il est élevé au rang de National Historic Landmark puis, en 1999, de State Historic Landmark.
Aménagé en musée, il est ouvert au public depuis octobre 1998, à quai dans le port d'Alameda, en Californie. 

## Engagements
- Seconde Guerre mondiale
- Guerre du Viêt Nam
- Programme Apollo